# Sundsvall Wildcats
Sundsvall Wildcats, Sundsvall Timrå dam, var ett damishockeylag från Sundsvall. Laget var från 2008 ett samarbete mellan Sundsvall Hockey och Timrå IK för att få ett damishockeylag på elitnivå i Medelpad. 
Inför säsongen 2013/2014 kvalificerade sig Sundsvall Wildcats för högsta serien SDHL (dåvarande Riksserien) och spelade sedan där i fyra säsonger, tills man drog sig ur inför säsongen 2017/2018, och ersattes av Göteborgs HC. Laget tränades av Lars Johansson
2016 bytte laget namn till Sundsvall Timrå. 2017 upphörde samarbetsavtalet samtidigt som Sundsvall Hockey, som var huvudansvarig för laget, drogs med stora ekonomiska problem och laget upplöstes. Klubben lade samtidigt ner sitt herrlag. Klubbarna drev även ishockeygymnasium tillsammans med Sundsvalls gymnasium.
Hemmaarena var Gärdehallen/Sundsvall Energi Arena i Gärdehov i Sundsvall. Sommaren 2020 bestämdes att samarbetet skulle återupptas och ett gemensamt damlag i division 2 anmäldes under namnet Timrå/Sundsvall med NHC Arena som huvudarena.

## Säsongsöversikt
| Säsong                                    | Division               | Placering | Vårserie                        | Playoff/Kval                  |
| ----------------------------------------- | ---------------------- | --------- | ------------------------------- | ----------------------------- |
| 2007/2008                                 | Division 1 Norra       | 5         | drog sig ur fortsättningsserien |                               |
| 2008/2009                                 | Division 1 Norra       | 2         |                                 | [ a ]                         |
| 2009/2010                                 | Division 1 Norra       | 3         |                                 |                               |
| 2010/2011                                 | Division 1 Norra       | 2         |                                 | 2:a i kvalserien              |
| 2011/2012                                 | Division 1 Norra       | 2         | 1:a i Allettan                  | 4:a i kvalserien              |
| 2012/2013                                 | Division 1 Norra       | 1         | 1:a i Allettan                  | 2:a i kvalserien, uppflyttade |
| 2013/2014                                 | Riksserien             | 7         |                                 | 2:a i kvalserien              |
| 2014/2015                                 | Riksserien             | 8         |                                 | 4:a i kvalserien              |
| 2015/2016                                 | Riksserien             | 9         |                                 | 2:a i kvalserien              |
| 2016/2017                                 | Svenska damhockeyligan | 9         |                                 | 1:a i kvalserien              |
| Inför säsongen 2017/2018 läggs laget ner. |                        |           |                                 |                               |

Anmärkningar
1. ↑  Första säsongen med samarbete mellan Sundsvall och Timrå.
2. 1 2  Vinnande laget Modo Junior fick inte delta i kvalet eftersom A-laget spelade i riksserien.

Säsonger i Sveriges högstadivision (riksserien/SDHL): 4. 
Bästa placering: Sjua i riksserien 2013/2014. 
Flest matcher:  Erica Udén Johansson 142 matcher. 
Flest poäng: Erica Udén Johansson 121 poäng. 
Flest mål: Erica Udén Johansson 77 mål.
Flest assister: Erica Udén Johansson 44 assister.
Flest utvisningsminuter: Annie Svedin 119 minuter.